# Нуер
Нуер је назив за конфедерацију племена која живе у Јужном Судану и западној Етиопији. Заједно представљају једну од највећих етничких група у источној Африци. Укупно их има око два милиона. Један су од ретких афричких народа који се с успехом супротстављао продору европских колонијалних сила почетком 20. века.
Начин живота им је номадски, баве се узгојем крава. Нуери су такође познати као изузетно вешти ратници те су често предузимали походе против суседних племена и народа с циљем отимања стоке. Најчешће жртве су им Динке, а додатни мотив је био и склоност Динка да сарађују с британским колонијалним властима. Тај сукоб траје и до данашњих дана. Због грађанског рата у јужном Судану током последње три деценије многи Нуери су емигрирали у Кенију, па и у западне земље. Нуери говоре нуерским језиком, који припада нило-сахарској језичкој групи.